# Liste d'attaques terroristes d'extrême droite déjouées
Cet article dresse une liste d'attaques terroristes d'extrême droite déjouées.
Depuis l'après-guerre et la chute des régimes fascistes en Europe, divers organisations ou individus imprégnés d'une idéologie néonazie, nationaliste, suprémaciste blanche ou intégriste ont tenté de perpétrer des attaques terroristes dans un but politique. Ces protagonistes ont usé de différents modes d'action, notamment des attentats à la bombe, tueries de masse, sabotages, assassinats, etc.
Cet article dresse la liste des attaques terroristes d'extrême-droite qui ont été déjouées, soit par les services de sécurité et d'ordre des différents Etats, soit par des organisations non-gouvernementales et ne doit pas être confondu avec la liste d'attaques terroristes d'extrême droite.

## 2000–2009
Les néonazis du Nationalsozialistischer Untergrund ont commis quinze hold-up dans des banques entre 1998 et 2011. Début 2003, le skinhead et catholique intégriste français Florian Scheckler, sympathisant des terroristes du Mouvement des jeunes catholiques de France et membre du Front national, est arrêté pour un projet d'attentat-suicide dans une mosquée. Dans son journal intime, il écrit vouloir « combattre l'oppresseur musulman en territoire catholique » et « déclencher une nouvelle guerre de religion ». Il était proche de Maxime Brunerie, de l'ex-Unité radicale et un adepte de l'église Saint-Nicolas-du-Chardonnet, lieu de communion de l'extrême droite française.
En octobre 2008, le FBI arrête dans le Tennessee deux skinheads néonazis américains qui projetaient de tuer 88 lycéens noirs, dont 14 par décapitation, dans plusieurs États, avant d'assassiner le sénateur Barack Obama. Les nombres 88 et 14 sont des symboles fascistes faisant référence au positionnement dans l'alphabet latin des initiales de « Heil Hitler » (HH) et Adolf Hitler (AH).

## 2010–2019
| Date de l'interruption | Lieu      | Nb d'arrestations  | Description | Idéologies                                          |
| ---------------------- | --------- | ------------------ | --- | --------------------------------------------------- |
| 18 mai 2017            | Allemagne | 2                  | 2 nationalistes allemands, Daniel A. et Marcel L. prévoient un attentat à la bombe contre des musulmans et des demandeurs d'asile. Ils sont interpellés par la police en mai 2017,. | Racisme Islamophobie                                |
| Juin 2017              | France    | 9 (dont 3 mineurs) | 9 membres de l'organisation terroriste moderne OAS planifient d'attaquer Jean-Luc Mélenchon, Christophe Castaner ainsi que des lieux de rassemblement de personnes de confession musulmane en France,. Après leur condamnation et leur incarcération, leur meneur Logan Nisin déclare regretter son acte et s'être lié d'amitié avec des prisonniers musulmans qui lui auraient sauvé la vie. | Racisme Islamophobie, Anti-gouvernement Anti-gauche |
| 3 juillet 2017         | France    | 1                  | Guillaume M, un nationaliste de 25 ans vivant à Argenteuil, prépare une tentative d'assassinat contre Emmanuel Macron. Il est arrêté après avoir déclaré son intention sur internet. Avant son arrestation, il a affirmé à plusieurs reprises vouloir « en finir » avec les juifs, les noirs, les homosexuels et les arabes. | Nationalisme Antisémitisme Racisme Homophobie       |
| 1er octobre 2018       | Allemagne | 7                  | 7 allemands participants à l'organisation terroriste « Révolution Chemnitz » sont interpellés alors qu'ils projettent des attentats ciblant des étrangers et des politiciens de gauche,. | Nationalisme Xénophobie Anti-gauche                 |
| 6 novembre 2018        | France    | 13                 | Le 5 novembre 2018, quatre hommes se retrouvent à Serémange : Jean-Pierre Bouyer, Mickaël Iber, Antoine D. et David G.. Ils souhaitent, avec un plan flou, attaquer Emmanuel Macron, en déplacement à proximité. Ils sont interpellés par la DGSI le lendemain. Entre novembre 2018 et janvier 2021, treize personnes sont mises en examen pour des accusations de terrorisme. Les membres de ce groupuscule tiennent des propos virulents, haineux, particulièrement à propos de l'immigration ainsi qu'islamophobes. | Islamophobie Anti-immigration                       |
| 19 décembre 2018       | France    | 4                  | Quatre personnes dont un gendarme neo-nazi sont arrêtés pour des projets d'attentats. Ils visaient particulièrement le CRIF, le rappeur Médine ou encore Jean-Luc Mélenchon. | Antisémitisme Anti-Gauche Racisme                   |

## 2020-2029
| Date de l'interruption | Lieu                  | Nb d'arrestations | Description | Idéologies                                  |
| ---------------------- | --------------------- | ----------------- | --- | ------------------------------------------- |
| 14 février 2020        | Allemagne             | 12                | Le 14 février 2020, la police allemande met en état d'arrestation 12 terroristes d'extrême-droite qui prévoient d'attaquer des politiciens, des demandeurs d'asile et des lieux de culte musulmans dans une tentative de créer une situation de guerre civile dans le pays propice au chaos,. | Islamophobie Suprémacisme blanc             |
| 26 mai 2020            | France                | 1                 | Aurélien C, un ancien militaire radicalisé se présentant en adorateur de Brenton Tarrant et souscrivant à la théorie du complot du grand remplacement, prévoit un projet d'attentat contre la communauté juive en France. Il est interpellé par la DGSI à Limoges avant d'avoir pu agir,. | Suprémacisme blanc Racisme Antisémitisme    |
| Juin 2020              | Allemagne             | 1                 | Un allemand d'extrême-droite de 21 ans s'étant procuré des armes pour commettre un attentat « semblable à celui de Christchurch » visant des lieux de culte musulmans est interpellé par les autorités allemandes,. | Islamophobie Racisme                        |
| Mars 2021              | Royaume-Uni           | 1                 | Kurt McGowan, un britannique de 21 ans surnommé « Goebbels », est arrêté après avoir partagé des discours haineux en ligne et incité à commettre des actes terroristes, notamment en partageant des manuels pour créer des explosifs et des armes à feu. Il plaide coupable et est condamné en 2023 à sept ans de prison.                                                                        | Racisme                                     |
| 31 mars 2021           | États-Unis d'Amérique | 1                 | Seth Pendley, qui a participé à l'assaut du Capitole par des partisans de Donald Trump avec un fusil à canon scié est arrêté après avoir tenté de se procurer des explosifs pour viser un centre de données d'Amazon en Virginie. Il le visait pour avoir refusé d'héberger l'application d'extrême-droite, Parler,. Il plaide coupable et est condamné à dix ans de prison,.                    | Trumpisme                                   |
| 7 mai 2021             | France                | 6                 | Six néonazis sont arrêtés le 7 mai 2021 par la DGSI après avoir planifié une tentative d'attentat contre une loge maçonnique et une tentative d'assassinat de l'ancien Grand maître du Grand Orient de France. | Néonazisme,                                 |
| 7 juin 2021            | Italie                | 12                | L'organisation néonazie "Aryan Roman Order" est démantelée en Italie après avoir incité à commettre des attentats. Ils tentent aussi de s'attaquer à des infrastructures de l'OTAN en Italie,. | Néonazisme, Racisme Antisémitisme           |
| Septembre 2021         | Allemagne             | 1                 | Susanne G, une allemande, est arrêtée en septembre 2021 après avoir tenté de créer une bombe pour viser des musulmans et des politiciens en Allemagne ; elle envoie des lettres contenant des balles à des organisations d'accueil de demandeurs d'asile ainsi qu'à des politiciens bavarois avant d'être interpellée,.                                                                          | Xénophobie Islamophobie                     |
| Octobre 2021           | Royaume-Uni           | 1                 | Un adolescent britannique est arrêté après avoir planifié une tentative d'attentat contre des postes de police,, appelant à lutter pour accélérer l'arrivée d'une « guerre raciale ». Il se serait renommé « Adolf Hitler » sur Discord en disant que les non-blancs seraient des « sous-humains » et aurait cherché à créer du napalm.                                                          | Néonazisme Suprémacisme blanc Anti-police,  |
| Octobre 2021           | France                | 1                 | Un lycéen admirateur de Adolf Hitler prévoit d'effectuer un massacre dans une mosquée du Havre et un lycée, le 20 avril 2022, date anniversaire de Hitler. Il est arrêté par la DGSI. On découvre chez lui trois armes à feu, une vingtaine de couteaux et des carnets où il « prête allégeance au Führer »,. Avant son arrestation, il est en contact avec des nationalistes et des islamistes. | Néonazisme, Suprémacisme blanc,             |
| 3 décembre 2021        | Finlande              | 5                 | 5 finlandais qui planifient des attaques terroristes dans le pays sont interpellés ; certains d'entre eux sont des néonazis,. | Néonazisme,                                 |
| 14 avril 2022          | Allemagne             | 4                 | 4 allemands qui planifient de prendre la ministre de la santé en otage sont interpellés ; ils auraient tenté de créer une situation de guerre civile pour renverser la démocratie. | Extrême-droite générique                    |
| 4 juin 2022            | Australie             | 2                 | Deux néonazis australiens sont arrêtés, Duncan Robert Cromb et Trevor Pay, après avoir eu en leur possession du matériel servant à préparer des attaques terroristes. Ils plaident coupables en 2023. | Néonazisme                                  |
| 8 juin 2022            | Slovaquie             | 1                 | Un slovaque de 22 ans est interpellé dans une opération conjointe européenne et américaine,. Après des perquisitions chez lui, on découvre une imprimante 3D servant à imprimer des armes. Il aurait déjà commis et accompli des actes terroristes ; principalement du sabotage. | Néonazisme                                  |
| 28 juin 2022           | Royaume-Uni           | 1                 | Un jeune homme de 20 ans est arrêté au Royaume-Uni après avoir participé à des groupes en ligne d'extrême-droite où il aurait incité au terrorisme et s'être filmé en train de préparer des explosifs dans sa maison, qui auraient explosé à son insu. Il aurait aussi acquis une arme à feu et appelé à "exécuter les minorités",.                                                              | Racisme                                     |
| 27 septembre 2022      | Islande               | 4                 | 4 islandais d'extrême-droite sont arrêtés par les forces de sécurité islandaises après qu'ils ont planifié une tentative d'attentat. Lors des perquisitions, on découvre chez les terroristes, des dizaines d'armes à feu imprimées en 3D ainsi que des milliers de munitions. Il s'agit de la première tentative d'attentat en Islande.                                                         | Extrême-droite générique Xénophobie         |
| 28 septembre 2022      | Belgique              | 6 + 1 mort        | 6 membres d'un groupe d'extrême-droite flamand sont interpellés le 28 septembre, après qu'ils se sont armés et ont tenté d'effectuer des actes terroristes. L'un d'entre eux, Yannick Verdyck, s'engage dans une fusillade avec la police belge avant d'être abattu. On retrouve chez lui plus de deux cent armes à feu.                                                                         | Antisémitisme Anti-gouvernement Complotisme |
| 7 décembre 2022        | Allemagne             | 25                | 25 membres d'une mouvance d'extrême-droite sont interpellés dans le cadre d’une importante opération de la police allemande. Cette cellule d’extrême droite projette divers attentats terroristes, notamment de s’attaquer au Bundestag et d'effectuer un coup d'état,. | Racisme Antisémitisme                       |
| 8 février 2023         | Royaume-Uni           | 1                 | James Farrell est interpellé après avoir incité à la violence et à des actes terroristes. Il aurait aussi partagé des informations pour aider à créer des armes à feu et des bombes en suggérant de les utiliser contre des synagogues. Il plaide coupable. | Antisémitisme Néonazisme                    |
| Mars 2023              | Royaume-Uni           | 1                 | Un néonazi de 15 ans est arrêté dans le West Yorkshire après avoir planifié d'assassiner son ancienne compagne et de viser deux mosquées avec des attentats à la voiture bélier,. | Racisme Islamophobie                        |